# Зурашвили, Иосиф Георгиевич
Иосиф Георгиевич Зурашвили (1902 год, село Шрома, Сигнахский уезд, Тифлисская губерния, Российская империя — дата смерти неизвестна, село Шрома, Лагодехский район, Грузинская ССР) — бригадир колхоза «Шрома» Лагодехского района, Грузинская ССР. Герой Социалистического Труда (1948).

## Биография
Родился в 1902 году в крестьянской семье в селе Шрома Сигнахского уезда (сегодня — Лагодехский муниципалитет). Окончил местную сельскую школу. Трудился в частном сельском хозяйстве. Во время коллективизации вступил в колхоз «Шрома» Лагодехского района. В послевоенное время возглавлял полеводческую бригаду.
В 1947 году бригада под его руководством собрала с каждого гектара в среднем по 70,21 центнеров кукурузы с участка площадью 15 гектаров. Указом Президиума Верховного Совета СССР от 21 февраля 1948 года удостоен звания Героя Социалистического Труда за «получение высоких урожаев кукурузы и пшеницы в 1947 году» с вручением ордена Ленина и золотой медали «Серп и Молот».
Этим же Указом звание Героя Социалистического Труда получили председатель колхоза Эраст Георгиевич Самаргвелиани, труженики колхоза звеньевые Хвтисо Ильич Бегиашвили и Авраам Ильич Инашвили (лишён звания в 1962 году)
В 1968 году вышел на пенсию. Персональный пенсионер союзного значения. Проживал в родном селе Шрома Лагодехского района. Дата смерти не установлена.